# Aeródromo de Curacautín
El Aeródromo de Curacautín (OACI: SCAI), es un terminal aéreo ubicado cerca de Curacautín, Provincia de Malleco, Región de la Araucanía, Chile. Es de propiedad privada.